# 半人馬座V824
半人馬座V824，又名CD-51 7329，HD 114365、SAO 240627、HR 4965，是半人馬座的一颗恒星，视星等为6.06，位于銀經305.95，銀緯10.19，其B1900.0坐标为赤經13h 5m 0.9s，赤緯-52° 10.19′ 2″。